# Burg Borgdorf-Seedorf
Die Burg Borgdorf-Seedorf ist eine abgegangene Burganlage, deren Überreste sich auf dem Gebiet der heutigen Gemeinde Borgdorf-Seedorf im Kreis Rendsburg-Eckernförde in Schleswig-Holstein befinden. 

## Bauwerk
Am westlichen Ufer des Borgdorfer Sees liegt neben dem Sportplatz ein Turmhügel. Er ist als kleine Erhebung in den Wiesen deutlich erkennbar.